# Manuel Feller
Pour les articles homonymes, voir Feller.
Manuel Feller, né le 13 octobre 1992 à St. Johann in Tirol, est un skieur alpin autrichien. Il est spécialiste du slalom et du slalom géant. Vice-champion du monde de slalom en 2017, il remporte la première victoire de sa carrière en Coupe du monde le 16 janvier 2021 au terme du slalom de Flachau. Lors la saison 2023-2024, il aligne les victoires en slalom et s'adjuge pour la première fois le petit globe de cristal de la discipline.

## Carrière
Membre du club SC Fieberbrunn, Manuel Feller débute dans les compétitions de la FIS lors de l'hiver 2007-2008. Il apparaît pour la première fois dans une course en Coupe du monde en novembre 2012 au slalom de Levi avant de marquer ses premiers points la manche suivante à Val d'Isère. Il devient ensuite champion du monde junior de slalom au Québec. En janvier 2014, il finit huitième du slalom de Kitzbühel, ce qui représente sa meilleure performance. Cependant en décembre de la même année, il doit prématurement terminer sa saison à cause d'une hernie discale. De retour pour la saison 2015-2016, il se améliore sa meilleure place en terminant quatrième du slalom géant de Val d'Isère. En 2017, aux championnats du monde de ski alpin de St-Moritz, il remporte la médaille d'argent du slalom, gagné par Marcel Hirscher.
Manuel Feller monte sur son premier podium en Coupe du monde le 28 janvier 2018 en terminant 2e du slalom géant de Garmisch-Partenkirchen, derrière son compatriote Marcel Hirscher. Aux Jeux olympiques d'hiver de 2018, il est sélectionné seulement pour le slalom géant en individuel et y subit une disqualification, tandis qu'il est engagé dans l'épreuve par équipes dans laquelle il remporte la médaille d'argent avec  Stephanie Brunner, Katharina Gallhuber, Katharina Liensberger, Michael Matt et Marco Schwarz.
Il obtient trois podiums supplémentaires en Coupe du monde en début d'année 2019, avant de prendre la sixième place au slalom des Championnats du monde 2019 à Åre.
Sous la neige, le 16 janvier 2021 à Flachau et après deux podiums obtenus dans la discipline au cours de la saison 2020-2021, Manuel Feller signe le troisième temps de la première manche du slalom disputé dans la station autrichienne, puis réalise le meilleur chrono du deuxième acte et remporte la première victoire de sa carrière en Coupe du monde. il remporte la suivante lors du dernier slalom de la saison à Lenzerheide le 21 mars, s'imposant devant deux français, Clément Noël, suivi du vainqueur du gros globe de cristal Alexis Pinturault. En janvier 2022 il termine second du slalom géant et du slalom lors de l'étape Suisse  à Adelboden. 
Lors de la saison 2023-2024, il devient le n°1 mondial du slalom, aligne les victoires et remporte un trophée de cristal pour la première fois de sa carrière : le petit globe de la spécialité.

## Palmarès

### Jeux olympiques
| Édition / Épreuve   | Slalom géant | Slalom  | Par équipes |
| ------------------- | ------------ | ------- | ----------- |
| JO 2018 Pyeongchang | DSQ          | 15e     | Argent      |
| JO 2022 Pékin       | Abandon      | Abandon | -           |

### Championnats du monde
| Épreuve / Édition                | Slalom géant | Slalom  | Par équipes   |
| Mondiaux 2017 Saint-Moritz       | DNS2         | Argent  | 1/4 de finale |
| Mondiaux 2019 Åre                | 15e          | 6e      | —             |
| Mondiaux 2021 Cortina d'Ampezzo  | Abandon      | Abandon | —             |
| Mondiaux 2023 Courchevel-Méribel | Abandon      | 7e      | —             |

Légende :
- — : Manuel Feller n'a pas participé à cette épreuve

### Coupe du monde
- 1 petit globe de cristal :
  - Vainqueur du classement slalom en 2024.
- Meilleur classement général : 7e en 2022.
- 27 podiums, dont 6 victoires.

#### Détail des victoires
| Saison / Épreuve | Slalom                                 | Total |
| 2020-2021        | Flachau Lenzerheide                    | 2     |
| 2023-2024        | Gurgl Adelboden Wengen Palisades Tahoe | 4     |
| Total            | 6                                      | 6     |

#### Classements en Coupe du monde
| Année/Classement | Année/Classement | Général | Général | Descente | Descente | Super G | Super G | Slalom géant | Slalom géant | Slalom | Slalom | Combiné | Combiné |
| ---------------- | ---------------- | ------- | ------- | -------- | -------- | ------- | ------- | ------------ | ------------ | ------ | ------ | ------- | ------- |
| Année/Classement | Année/Classement | Class.  | Points  | Class.   | Points   | Class.  | Points  | Class.       | Points       | Class. | Points | Class.  | Points  |
| 2012-2013        | 2012-2013        | 83e     | 49      | -        | -        | -       | -       | -            | -            | 30e    | 49     | -       | -       |
| 2013-2014        | 2013-2014        | 66e     | 86      | -        | -        | -       | -       | -            | -            | 22e    | 86     | -       | -       |
| 2014-2015        | 2014-2015        | -       | -       | -        | -        | -       | -       | -            | -            | -      | -      | -       | -       |
| 2015-2016        | 2015-2016        | 32e     | 306     | -        | -        | -       | -       | 13e          | 181          | 21e    | 125    | -       | -       |
| 2016-2017        | 2016-2017        | 31e     | 266     | -        | -        | -       | -       | 16e          | 145          | 21e    | 121    | -       | -       |
| 2017-2018        | 2017-2018        | 13e     | 481     | -        | -        | -       | -       | 4e           | 309          | 17e    | 172    | -       | -       |
| 2018-2019        | 2018-2019        | 10e     | 558     | -        | -        | -       | -       | 14e          | 170          | 8e     | 388    | -       | -       |
| 2019-2020        | 2019-2020        | 58e     | 141     | -        | -        | -       | -       | 27e          | 59           | 26e    | 82     | -       | -       |
| 2020-2021        | 2020-2021        | 10e     | 595     | -        | -        | -       | -       | 23e          | 107          | 4e     | 488    | -       | -       |
| 2021-2022        | 2021-2022        | 7e      | 687     | -        | -        | -       | -       | 3e           | 326          | 2e     | 361    | -       | -       |
| 2022-2023        | 2022-2023        | 9e      | 546     | -        | -        | -       | -       | 5e           | 345          | 12e    | 201    | -       | -       |
| 2023-2024        | 2023-2024        | 3e      | 952     | -        | -        | -       | -       | 9e           | 237          | 1er    | 715    | -       | -       |

### Championnats du monde junior
| Édition / Épreuve       | Descente | Slalom | Slalom géant | Super G | Combiné |
| ----------------------- | -------- | ------ | ------------ | ------- | ------- |
| Mondiaux 2012 Roccaraso | 27e      | -      | 14e          | DNF     | -       |
| Mondiaux 2013 Québec    | -        | -      | 9e           | Or      | -       |

### Coupe d'Europe
- 3e du classement de slalom en 2013.
- 5 victoires, dont 3 en slalom géant et 2 en slalom.

### Championnats d'Autriche
- Champion de slalom géant en 2018.